# Leżanka
Leżanki – meble przeznaczone do odpoczynku w ciągu dnia w pozycji półleżącej, wzorowane na meblach starożytnych (greckich kline). W Europie ponownie rozpowszechnione od XVII wieku. Początkowo leżanki to twarde, wyplatane łoża, które stały się wygodnymi tapicerowanymi meblami, bogato dekorowanymi, ustawianymi w salonach. W XX wieku pojawiły się leżanki o prostej budowie skrzyniowej lub szkieletowej bez oparć z dającym się układać pod różnym kątem wezgłowiem.